# Sanam Afrashteh

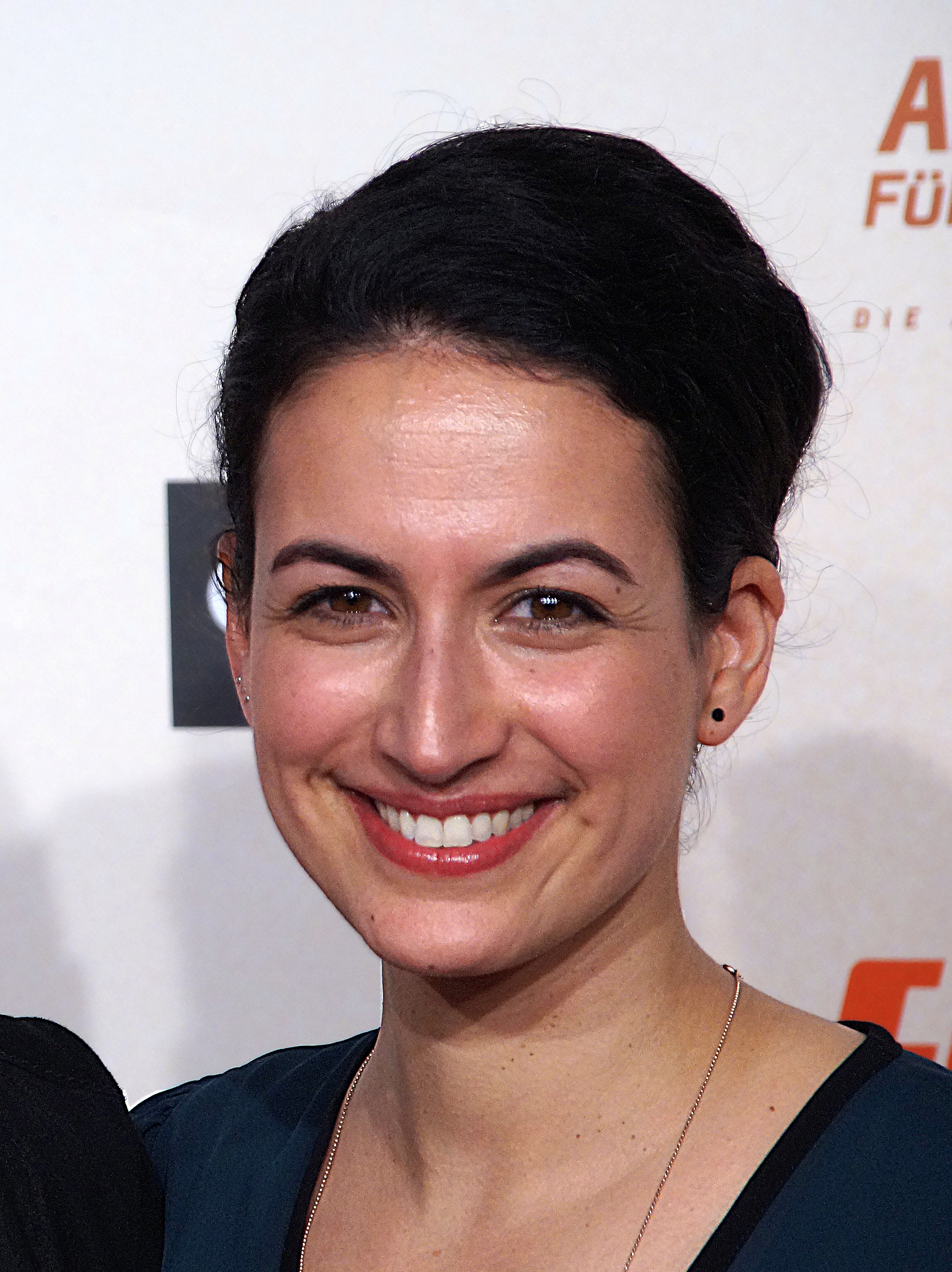
Sanam Afrashteh (2016)

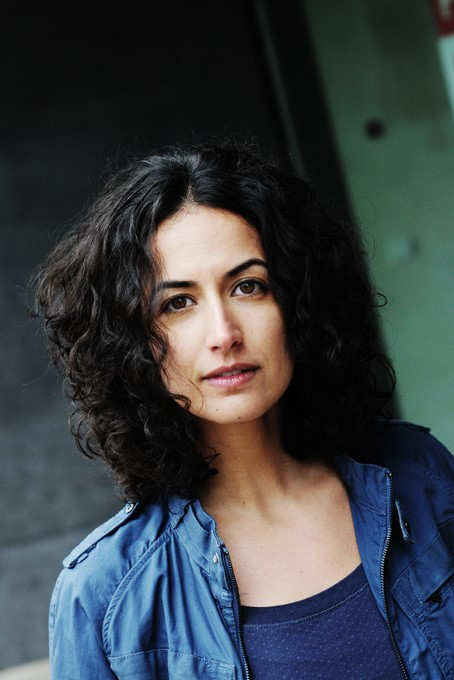
Sanam Afrashteh (2011)

Sanam Afrashteh (auch Sanam Afraschteh, persisch صنم افراشته, DMG Ṣanam Afrāšteh; * 24. November 1976 in Marburg) ist eine deutsche Film- und Theaterschauspielerin sowie Synchronsprecherin.

## Leben und Karriere
Afrashteh absolvierte von 1997 bis 2001 eine Ausbildung an der Hochschule für Musik und Theater „Felix Mendelssohn Bartholdy“ in Leipzig.
Neben verschiedenen Fernsehserien, Fernseh- und Kinofilmen hatte Afrashteh Auftritte an Theatern in Berlin, Frankfurt am Main sowie in Australien, Russland und Gaza.
Afrashteh spricht neben Deutsch auch Englisch, Französisch, Hebräisch und Persisch. Sie lebt in Berlin-Kreuzberg und hat eine Tochter (* 2014).
Im Oktober 2021 beteiligte sie sich an der YouTube-Video-Aktion Alles auf den Tisch gegen Freiheitsbeschränkungen während der COVID-19-Pandemie in Deutschland.

## Filmografie

### Als Schauspielerin
- 1996: Niemand außer mir
- seit 2006: Löwenzahn (Fernsehserie)
- 2007: Die Überflüssigen
- 2011: One Shot (Kurzfilm)
- 2011: Löwenzahn – Das Kinoabenteuer
- 2012: Kaddisch für einen Freund
- 2012: Flemming (Fernsehserie, 1 Folge)
- 2012: Alles bestens
- 2012–2013: Danni Lowinski (Fernsehserie, 10 Folgen)
- 2014: Heiter bis tödlich: Hauptstadtrevier (Fernsehserie, 1 Folge)
- 2014: Der Kriminalist (Fernsehserie, 1 Folge)
- seit 2015: In aller Freundschaft – Die jungen Ärzte (Fernsehserie)
- 2015: Heil
- 2016–2018: Alarm für Cobra 11 – Die Autobahnpolizei (Fernsehserie, 2 Folgen, verschiedene Rollen)
- 2017: Tatort: Stau (Fernsehreihe)
- 2017: Tatort: Böser Boden
- 2019: In aller Freundschaft – Die jungen Ärzte – Ganz in Weiß (Fernsehfilm)
- 2021: In aller Freundschaft – Die jungen Ärzte – Adventskind (Fernsehfilm)
- 2024: Letzte Spur Berlin (Fernsehserie, 1 Folge)

### Als Synchronsprecherin
für Golshifteh Farahani:
- 2012: Just Like a Woman als Mona
- 2013: My Sweet Pepper Land als Govend
- 2014: Exodus: Götter und Könige als Nefertari
- 2016: Paterson als Laura
- 2017: Santa & Co. – Wer rettet Weihnachten? als Amelie
- 2019: Auf der Couch in Tunis als Selma
- 2020: Tyler Rake: Extraction als Nik Khan
- 2023: Tyler Rake: Extraction 2 als Nik Khan

für Gal Gadot:
- 2016: Batman v Superman: Dawn of Justice als Wonder Woman
- 2017: Die Jones – Spione von nebenan als Natalie Jones
- 2017: Wonder Woman als Wonder Woman
- 2017: Justice League als Wonder Woman
- 2020: Wonder Woman 1984 als Wonder Woman
- 2023: Shazam! Fury of the Gods als Wonder Woman
- 2023: The Flash als Wonder Woman

für Sara Martins:
- 2012–2013: Death in Paradise als Detective Sergeant Camille Bordey
- 2018: Father Brown als Lisandra Flambeau
- 2023: Ein Glücksfall als Julia
- 2024: Those About to Die als Cala

für Sharon Duncan-Brewster: 
- 2016: Rogue One: A Star Wars Story als Senatorin Tynnra Pamlo
- 2023: Star Wars: The Bad Batch als Senatorin Tynnra Pamlo
- 2025: Andor als Senatorin Tynnra Pamlo

für Louise Bourgoin:
- 2011: Das verflixte 3. Jahr als Alice
- 2013: Wie in alten Zeiten als Manon Fontaine

für Lubna Azabal:
- 2010: Die Frau die singt – Incendies als Nawal Marwan
- 2015: The Honourable Woman (Fernsehserie) als Atika Halabi

#### Filme
- 2010: Magaly Solier Romero in Amador und Marcelas Rosen als Marcela
- 2010: Paula Patton in Precious – Das Leben ist kostbar als Blu Rain
- 2011: Steffiana De La Cruz in Der Zoowärter als Robin
- 2012: Kerry Washington in Django Unchained als Broomhilda von Schaft
- 2013: Jennifer Hudson in Black Nativity als Naima
- 2019: Sarah Jones in Marriage Story als Carol
- 2021: Priyanga Burford in James Bond 007: Keine Zeit zu sterben als Wissenschaftlerin

#### Serien
- 2011: Rachael Taylor in Grey’s Anatomy als Dr. Lucy Fields
- 2011: Judith Henry in Xanadu als Anne Valadine
- 2012: Zoe Boyle in Downton Abbey als Lavinia Swire
- 2012–2014: Lorraine Burroughs in Inspector Banks als DS Winsome Jackman
- 2013: Mili Avital in Hatufim – In der Hand des Feindes als Nurit Halevi-Zach
- 2013–2016: Lizzy Caplan in Masters of Sex als Virginia Johnson
- 2016–2018: Amira Casar in Versailles als Béatrice
- 2018–2022: Tala Ashe in Legends of Tomorrow als Zari Adrianna Tomaz
- 2018–2019: Karima McAdams in Deep State als Leyla Toumi
- 2025: Lizzy Caplan in Zero Day als Alexandra Mullen

#### Computerspiele
- 2016: Symmetra in Overwatch[5]